# Safia cades
Safia cades là một loài bướm đêm trong họ Noctuidae.